# 小芝風花
小芝風花（日语：／ Koshiba Fūka，1997年4月16日—）是一名日本女演員，出身自大阪府，隸屬於TOP COAT經紀公司旗下。

## 經歷
2012年，小芝風花參演由同屬奧斯卡傳播的武井咲主演的電視劇《無法呼吸的夏天》，初次參與電視劇演出。她在劇中飾演主角谷崎玲（武井咲飾）的妹妹——谷崎麻央。
2014年，小芝獲選飾演《魔女宅急便》真人版電影的女主角——魔女琪琪，是在超過500人名單中決定的人選。小芝對此十分高興，獲悉能夠飾演琪琪時更喜極而泣。不過，小芝飾演琪琪一事，隨後遭不少不看好的網路用戶在她的個人部落格上批評，但《魔女宅急便》原著小說作者角野榮子在拍攝現場觀看小芝風花的演出後，則表示小芝「十分可愛，跟（她對琪琪的）印象一樣。我一直很想看到活生生的琪琪出現。」小芝在小豆島等地拍攝外景的約一個月期間，刻意不跟家人聯絡，以貼近角色獨自修行的背景。她曾於同年3月12日跟導演清水崇到香港為該電影宣傳。

## 個人
小芝由小學三年級開始學習花式溜冰，曾於關西地區的中小學生的比賽中獲得第8名。

## 出演

### 電視劇
- 無法呼吸的夏天（2012年7月10日－9月18日，富士電視台）：飾演 谷崎麻央
- 大岡越前 第1期 第3話（2013年4月13日、NHK BS Premium）：飾演
- Doctor-X～外科醫·大門未知子～2 第5集（2013年11月14日，朝日電視台）：飾演 五味香織（五味かおり）
- 滑冰鞋的约定（2013年12月25日、愛知電視台・東京電視台）：飾演 水元葉子
- 緊急審訊室 第2集（2014年1月16日，朝日電視台）：飾演 杉田遙（杉田はるか）
- GTO（2014年7月8日－9月16日，關西電視台・富士電視台）：飾演 成瀨愛美（成瀬つぐみ）
- 大江户搜查网2015～隐秘同心，斩杀邪恶！（2015年1月2日、東京電視台）：飾演 近衛寔子（御台所）
- Second Love（2015年2月6日－3月20日，朝日電視台）：飾演 竹內空（竹内そら）
- 水户黄门 2015年2小时特别篇（2015年6月29日、TBS）：花
- HEAT（日语：HEAT_(テレビドラマ)）（2015年7月7日－9月1日，關西電視台・富士電視台）：飾演 渡會泉（渡会いずみ）
- 童话法庭 第1回「三隻小豬」裁判（2015年8月10日、NHK ETV）：飾演 広瀬千明（裁判員）
- 警報 刑警×女友×完全惡女 第2話（2015年10月27日、關西電視台・富士電視台）：飾演 路人
- 阿淺來了（2016年1月30日－4月2日，NHK晨間劇）：飾演 白岡千代
- 早子老師，要結婚是真的嗎？（2016年4月14日－6月16日，富士電視台）：飾演 秋川莉莉（秋川莉々）
- 下剋上考試（日语：下剋上受験）（2017年1月13日－3月17日，TBS）：飾演 小山綠（小山みどり）
- 大阪環狀線 每人在車站的愛情故事－第2季「第5集」（2017年2月14日，關西電視台）：飾演 聰美（聡美）
- 按摩偵探（日语：マッサージ探偵ジョー）（2017年4月8日－7月1日，東京電視台）：飾演 亞久里葉子（亜久里葉子）
- BS時代劇
  - 傳七捕物帳2（日语：伝七捕物帳#テレビドラマ（中村梅雀版））（2017年8月4日－9月22日，NHK BS Premium）：飾演 小夏
  - 生意世傳金與銀（日语：あきない世傳 金と銀）（2023年12月8日 - 2024年1月26日、NHK BS・NHK BS Premium 4K）：主演 幸
    - 生意世傳金與銀2（2025年4月6日 - 5月25日）
    - 生意世傳金與銀3（2026年）
- 兩人的油畫布（日语：ふたりのキャンバス）（2017年8月5日，NHK廣島放送局）：主演 柳井里保
- 女子的生活（2018年1月5日－26日，NHK）：飾演（ゆい）
- 新・南之帝王（日语：難波金融伝・ミナミの帝王#テレビドラマ版）（關西電視台）：飾演 矢倉紅
  - 第15作（2018年1月13日）
  - 第16作（2019年1月5日）
  - 第17作（2019年1月14日）
  - 第18作（2020年1月13日）
  - 第19作（2020年1月18日）
- 算盤武士風之市兵衛（日语：風の市兵衛#テレビドラマ） 第二部「雷神」（2018年6月16日－30日，NHK綜合）：飾演 絹
- 夜风之街 樱之国（日语：夕凪の街 桜の国）2018（2018年8月6日，NHK綜合）：飾 太田京花
- 特攝GAGAGA（日语：トクサツガガガ#テレビドラマ）（2019年1月18日－3月1日，NHK綜合）：主演 仲村叶
- 愛與就活的舞趴（2019年4月27日，NHK BS Premium）：飾演 高槻愛海
- 被RAPPER咬到就會變成RAPPER（2019年7月12・13日，朝日電視台）：主演 [9]
- 學園爆笑王（日语：べしゃり暮らし#テレビドラマ）（2019年7月27日－9月14日，朝日電視台）：飾演 鳥谷静代[10]
- 虛假的共犯（日语：歪んだ波紋#テレビドラマ）（2019年11月3日－12月22日，NHK BS Premium）：飾演 森本敦子[11]
- NHK特集「體感・首都直下地震」（NHK）
  - 平行東京 DAY1～DAY4（2019年12月2日－5日）：主演 倉石美香[12]
- 美食偵探 明智五郎（2020年4月12日－6月28日，日本電視台）：飾演 小林莓[13]
- 妖怪合租屋（2020年8月1日－9月19日，朝日電視台）：主演 目黑澪[14]
  - 妖怪合租屋—回歸奇譚怪—（2022年4月9日－6月4日，朝日電視台）：主演 目黑澪
- 只是把檔案填成男性（日语：書類を男にしただけで）（2020年10月11日，TBS）：主演 箕輪裕希[15]
- 萌子美 ～雖然她有點怪（日语：モコミ～彼女ちょっとヘンだけど～）（2021年1月23日－4月3日，朝日電視台）：主演 清水萌子美
- 超速平行英雄甘丁（日语：超速パラヒーロー ガンディーン）（2021年6月26日－7月10日，NHK綜合）：飾演 深井京
- 她很漂亮（2021年7月6日－9月14日，富士電視台）：主演 佐藤愛（與中島健人的雙主演）
- 這朵花開了（日语：この花咲くや）（2022年3月16日，NHK BS Premium / 4月29日，NHK鹿兒島 / 7月30日，NHK綜合）：主演 坂元知花
- 事件發生在周遭（日语：事件は、その周りで起きている）（2022年8月1日－4日，NHK綜合）：主演 真野一花
- 靈媒偵探城塚翡翠（2022年10月16日－12月25日，日本電視台）：飾演 千和崎真[16]
- 聽我的電波吧（2023年4月21日－6月9日，朝日電視台）：主演 鼓田美奈玲[17]
- 轉職魔王（2023年7月17日－9月25日，關西電視台・富士電視台）：飾演 未谷千晴[18]
- 費馬的料理（2023年10月20日－12月22日，TBS）：飾演 赤松蘭菜[19]
- 大奥（2024年1月18日－3月28日，富士電視台）：主演 五十宮倫子
- GO HOME～警視廳身份不明人相談室～（2024年7月13日－9月28日，日本電視台）：主演 三田櫻
- NHK大河劇 豈有此理〜蔦重繁華如夢故事〜（2025年1月5日－，NHK）：飾演 花乃井（五代目瀬川）
- 第19號病歷表（2025年7月13日－，TBS）：飾演 瀧野瑞希（滝野みずき）

### 電影
- 魔女宅急便（2014年3月1日，東映）：飾演 琪琪（キキ），女主角
- 女孩舞步（日语：ガールズ・ステップ）（2016年9月12日，東映）：飾演 片瀨愛海
- Tokyo Cinema Ensemble 2016『東京未来日記』（2016年5月24日，ショートショート フィルムフェスティバル & アジア）
- 天使所在的圖書館（日语：天使のいる図書館）（2017年2月18日，ユナイテッドエンタテインメント）：主演
- 文福茶釜（2018年10月20日，KATSU-do）：飾演 川島涼香（女主角）
- 妖怪合租屋-不是白馬王子怪-（2022年6月17日，東映）：主演 目黒澪
- 貞子DX（2022年10月28日，KADOKAWA）：主演 一条文華
- 加贺女士（2024年2月9日，アークエンタテインメント）：主演 樋口由香

### 電影配音
- 魔戒：洛汗人之戰（he Lord of the Rings: The War of the Rohirrim）（2024年12月，華納兄弟出品）：飾演 公主赫拉

### 網路劇
- TUNA女孩（2019年3月28日，HIKARAI TV/大阪頻道）：主演 高山美波[20]
- 和我老公結婚吧（2025年6月27日ㄧ7月25日，Prime Video）：主演 神戶美紗[21]

### 舞台
- Dステ 17th「夕陽伝」：飾演 陽向（女主角）
  - 東京公演（2015年10月21日 - 11月1日、サンシャイン劇場）
  - 大阪公演（2015年11月21日 - 22日、森ノ宮ピロティホール）
- 奥蘭多：飾演 
  - KAAT公演（2017年9月23日 - 10月9日、神奈川芸術劇場）
  - 松本公演（2017年10月18日、まつもと市民芸術館）
  - 兵庫公演（2017年10月21日 - 22日、兵庫県立芸術文化センター）
  - 東京公演（2017年10月26日 - 29日、新國立劇場）
- 坂元裕二 朗読劇2021「忘れえぬ 忘れえぬ」、「初恋」と「不倫」
  - 東京公演（2021年4月22日、讀賣大手町Hall）

### CM

#### 現在
- 三井住友信用卡「SMBC Mobit」シリーズ（2019年7月22日 - ）
- 井田ラボラトリーズ「CANMAKE」シリーズ（2020年1月1日 - ）
- 日本可口可乐
  - 「やかんの麦茶」シリーズ（2021年4月26日 - ）
  - 「紅茶花傳」シリーズ（2021年10月12日 - ）
- 大成株式会社 企業CMシリーズ（2021年11月1日 - ）
- Alcon「プレシジョン ワン®」（2021年11月22日 - ）
- 山崎麵包「Lunch Pack」シリーズ（2022年1月1日 - ）
- 田辺三菱製薬「フルコートf」（2023年5月12日 - ）
- 日清オイリオグループ「日清MCTオイル」（2023年6月27日 - ）
- CCI（2023年8月1日 - ）

#### 過去
- AEON「G.G（グランド・ジェネレーション）」（2012年4月 - ）
- SoftBank「ホワイト学割 with 家族2013」（2013年2月 - ）
- Guthy-Renker Japan（英语：Guthy-Renker）「Proactiv」（2013年10月 - ）
- Dydo Drinco「miu」シリーズ（2014年3月 - ）
- JA秋田・JA全農秋田・「あきたこまち」シリーズ（2016年9月 - ）
- ByteDance「TikTok」シリーズ（2018年11月 - ）
- Taito「Taitoオンラインクレーン」シリーズ（2021年8月7日 - ）
- Rivergame「トップウォー」シリーズ（2021年12月25日 - ）
- 楽天市場「Rakuten Fashion THE SALE」シリーズ（2021年12月29日 - ）

#### Web
- Recruit「じゃらん」
  - ふたりは今日もじゃらンデブー シリーズ（2020年3月9日 - ）
- 三井住友信用卡「SMBC Mobit」
  - 「Tポイント」篇シリーズ他（2021年1月27日 - ）
  - 「貞子コラボダンス」（2022年10月13日 - ）
- 井田ラボラトリーズ「CANMAKE」シリーズ（2019年12月20日 - ）
- 日本可口可乐「やかんの麦茶」シリーズ（2021年4月26日 - ）
- Rivergame「トップウォー」シリーズ（2021年12月25日 - ）
- 山崎麵包「Lunch Pack」シリーズ（2021年12月24日 - ）
- 田辺三菱製薬「フルコートf」シリーズ（2023年5月18日 - ）

### PV
- 倉木麻衣「Wake me up」（2014年2月26日）

## 書籍

### 連載
- 小芝のこばなし（2019年5月30日 - 、デイリースポーツ） - 毎月最終木曜日掲載。

### 寫真集
- 小芝風花 ファースト写真集『風の名前 』(2016年3月15日，ワニブックス，攝影:橋本雅司) ISBN 978-4847048111
- F（2019年1月27日，ワニブックス，攝影:中山雅文）ISBN 978-4847081828

#### 數位寫真集
- F 〜 another edition 〜（2020年12月24日、ワニブックス、撮影：中山雅文）

### 照片书
- 魔女の宅急便 魔女レシピ 〜キキになれるかな〜（2014年2月7日、角川書店、ISBN 978-4-04-110709-6）

### 日历
- 小芝風花 2015年版カレンダー（2014年11月05日、ハゴロモ）
- 小芝風花 2017年版カレンダー（2016年11月19日、ハゴロモ）
- 小芝風花 2019年版カレンダー（2018年11月02日、トライエックス）

### 封面模型
- こはるごと。 甘い、ニガイ、ひみつ（2014年5月23日、集英社ピンキー文庫、ISBN 978-4-08-660116-0）
- こはるごと。 好き、キライ、だいすき。（2014年6月25日、集英社ピンキー文庫、ISBN 978-4-08-660118-4）

## 獎項
- 第57屆藍絲帶獎最佳新人獎（《魔女宅急便》）[22]
- 第24屆日本電影影評人大獎新人女演員獎《魔女宅急便》
- 第109回日劇學院賞主演女優賞《她很漂亮》

## 外部連結
- 經紀公司個人介紹頁 （页面存档备份，存于）（日語）
- 小芝風花的Instagram帳戶